# 洛夫 (詩人)
莫洛夫（1928年5月11日—2018年3月19日），原名莫運端，後改莫洛夫，筆名洛夫、野叟，台湾現代詩詩人，生於中华民国湖南省衡陽，退休後移民加拿大。於2016年夏天返台定居。曾任教東吳大學外文系，後任北京師範大學、華僑大學、廣西民族大學、中北大學等大學的客座教授。 1954年與張默、痖弦共同創辦《創世紀》詩刊，歷任總編輯多年。作品被譯成英、法、日、韓、荷蘭、瑞典等文，並收入各種大型詩選，包括《中國當代十大詩人選集》。

## 生平
洛夫，1928年生於湖南衡陽，父莫逢春，母羅賢春。1938年，舉家搬遷至衡阳市，就讀「中心小学」。1943年進入私立成章中学初中部就讀。初中三年級時，因閱讀了大量俄國文學作品，將自己名字由「莫運端」改為俄國風味的「莫洛夫」。1948年考入湖南大學外文系，但1949年國軍在湖南招考青年入伍，洛夫隨軍隊抵達台灣。1951年考入政工幹校第一期，1953年畢業，分發至左營海軍陸戰隊，1954年與張默、瘂弦合辦了創世紀詩社，後隨軍轉赴金門。越戰後期奉命參加駐越軍事顧問團擔任英文秘書，期間發表了作品《西貢詩鈔》。返台後就讀於淡江文理學院英文系，1973年畢業，並在同年8月以中校軍階退役。軍職退役後轉為教師，曾任東吳大學外文系副教授，1996年移居加拿大溫哥華，2016年夏返台定居，2017年獲國立中興大學頒贈名譽文學博士，2018年3月初出版最後一本詩集《昨日之蛇》，同月19日凌晨3點21分，洛夫病逝，享壽91歲。

## 創作
洛夫創作甚豐，出版詩集《時間之傷》等三十七部，散文集《一朵午荷》等七部，評論集《詩人之鏡》等五部，譯著《雨果傳》等八部。他的名作《石室之死亡》廣受詩壇重視，四十多年來評論不輟，英譯本已於1994年10月由美國舊金山道朗出版社出版。 1982年他的長詩《血的再版》獲中國時報文學推薦獎，同年詩集《時間之傷》荣獲中山藝文獎。 1986年獲吳三連文藝獎。 1991年復獲國家文藝獎。2003年獲中國文藝協會贈終生榮譽成就獎章。2004年獲北京「新詩界首屆國際詩歌獎」。1999年，洛夫詩集《魔歌》被評選為台灣文學經典之一。2001年三千行長詩《漂木》出版，震驚華語詩壇，同年被評選為台灣當代十大詩人之一，名列首位。
研究洛夫作品之專著頗多，已出版者有：《詩魔的蛻變：洛夫詩作評論集》、《洛夫與中國現代詩》、《洛夫評傳》、《一代詩魔洛夫》、《漂泊的奧義》、《洛夫：詩，魔，禪》、《洛夫長詩<漂木>十論》、《大河的雄辯-洛夫詩作評論集(第二部)》等。洛夫早年為超現實主義詩人，表現手法近乎魔幻，被詩壇譽為“詩魔”。 洛夫近年沈潛於書法之探索，不僅長於魏碑漢隸，尤精於行草，書風靈動蕭散，境界高遠。曾多次應邀在台北、台中、菲律賓、馬來西亞、溫哥華、紐約、北京、濟南、南寧、深圳、杭州、衡陽、石家莊、太原等地展出。

## 主要作品
《靈河》、《石室之死亡》、《外外集》、《無岸之河》、《詩人之鏡》、《時間之傷》、《漂木》、《因為風的緣故》、《魔歌》、《昨日之蛇》、《隱題詩》

## 家族
- 父：莫逢春
- 母：羅賢春
- 妻：陳琼芳，福建金門人，洛夫在金門服役時相戀結婚，後隨洛夫到台灣，任教師至退休。
  - 子女：
    - 長女-莫非
    - 次子-莫凡，1968年生，藝人，曾與袁惟仁組成凡人二重唱，已婚，育有一子。

## 相關頁面
- 創世紀詩社
- 創世紀鐵三角：瘂弦、張默、洛夫